# 화이트스톤 (온타리오주)

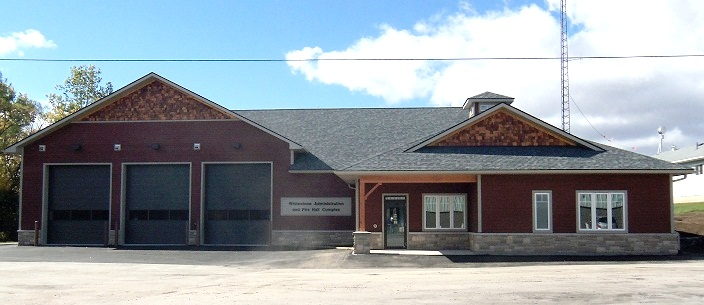

화이트스톤(Whitestone)은 캐나다 온타리오주의 지방자치체이자 지방자치체 내의 공동체 이름이다.
이 자치체의 식생은 스트로브잣나무 나무가 지배하며 수많은 호수들이 존재한다. 서쪽을 향해 조지언만으로 흐르는 3개의 주요 강이 존재한다: Magnetawan River, Shawanaga River,  Naiscoot River.

## 인구
| 연도              | 인구  | ±%     |
| ----------------- | ----- | ------ |
| 1996              | 802   | —      |
| 2001              | 853   | +6.4%  |
| 2006              | 1,030 | +20.8% |
| 2011              | 918   | −10.9% |
| 2016              | 916   | −0.2%  |
| 2021              | 1,075 | +17.4% |
| [ 1 ] [ 2 ] [ 3 ] |       |        |